# Hylettus eremita
Hylettus eremita es una especie de escarabajo longicornio perteneciente al género Hylettus, categorizada en la tribu Acanthocinini, de la subfamilia Lamiinae. Fue descrita por Erichson en 1847.
El período de actividad en los ejemplares adultos se presenta en marzo, agosto, noviembre y diciembre.

## Descripción
Mide 10-14,3 mm de longitud.

## Distribución
Se distribuye por América del Sur: Bolivia, Colombia, Ecuador, Perú y Venezuela.